# Chucho Valdés
Jesús Dionisio Valdés, meglio conosciuto come Chucho Valdés (Quivicán, 9 ottobre 1941), è un pianista, compositore e arrangiatore cubano, considerato uno dei più famosi musicisti cubani di jazz.

## Biografia
Valdés proviene da una famiglia di pianisti: in particolare il padre, Bebo Valdés, ha vinto un Grammy Award nel 2003 insieme a Israele "Cachao" López e Patato Valdés, ed un altro, nel 2005, insieme al cantante di flamenco Diego El Cigala.
Chucho suona il pianoforte dall'età di tre anni e sino ai sei viene costantemente seguito dai genitori; dopo, fino a nove anni, prende lezioni dal maestro Oscar M. Bouffartique e nel 1950, grazie al superamento dell'esame di ammissione, accede al Conservatorio di L'Avana. Da adolescente suona in alcune band della città dirette dal padre e a sedici anni entra a far parte dell'Orquesta de Musica Moderna sotto la direzione di Armondo Romeu. In quel periodo Valdés risente delle influenze musicali dell'amato cantante afro-cubano Benny Moré e del grande pianista e compositore cubano Ernesto Lecuona.
Dal 1963 ha suonato con Arturo Sandoval e Paquito D'Rivera con i quali, nel 1967, ha fondato l'Orquestra Cubana de Musica Moderna e, nel 1973, il gruppo Irakere (termine Yoruba che significa "foresta"), accreditato come la più importante orchestra jazz cubana.
Nel 1978 ha partecipato al Montreux Jazz Festival e al Newport Jazz Festival. Dopo aver firmato un contratto con la Blue Note Records Valdés ha concentrato le sue energie lavorando in diversi progetti con trii, quartetti oppure da solista. Ha lavorato, inoltre, con Roy Hargrove.
Chucho ha vinto tre Grammy Awards: uno nel 1978 per l'album Live at Newport by Irakere, il secondo nel 1998 per il contributo al CD Havana con la sua band Crisol (formata nel 1997), con due canzoni Mr. Bruce e Mambo para Roy e il terzo, nel 2003, per il suo album Live at the Village Vanguard.
Considerato da molti critici il più importante musicista della Cuba post-rivoluzionaria, Valdés, continua a rimanere in prima linea tra gli artisti che sperimentano nuove sonorità attraverso la fusione di elementi afro, afro-cubani e afro-latini col jazz afro-americano. Tra le sue influenze musicisti egli cita artisti jazz americani come Art Tatum, Duke Ellington, Erroll Garner, Bud Powell, Dizzy Gillespie, Hank Jones, Bill Evans, e McCoy Tyner. Tuttora continua ad esplorare nuovi territori musicali, spesso accompagnato nelle sue performance dalla sorella cantante Mayra Caridad Valdés.
È cittadino onorario di Ponce (Porto Rico), Los Angeles, San Francisco, New Orleans e Madison (U.S.A.).

## Discografia principale
- 1986 – Lucumi (Messdor)
- 1987 – Misa Negra (Universal/Pimienta)*
- 1989 – Homenaje a Beny Moré (Universal/Pimienta)*
- 1991 – Solo Piano, The Music Of Cuba
- 1994 – Indestructible (Sony BMG)*
- 1996 – ¡Afrocubanismo Live!  (EGREM)*
- 1997 – Pianissimo (P.O.W. Records)
- 1997 – Desafios: Chucho Valdés and Omara Portuondo (Intuition/Nubenegra)
- 1998 – Bele Bele en la Habana (Blue Note Records)
- 1999 – Babalu Ayé (Bembe Records)
- 1999 – Briyumba Palo Congo (Blue Note Records)
- 2000 – Unforgettable Boleros (Velas)*
- 2000 – Live at the Village Vanguard (Blue Note Records)
- 2000 – Invitación (EGREM)
- 2001 – Solo: Live In New York (Blue Note Records)
- 2002 – Canta a Babalu Ayé (EGREM)
- 2002 – Yemaya (EGREM)
- 2002 – Fantasia Cubana: Variations on Classical Themes (Blue Note Records)
- 2002 – Double gigante: The latin jazz sides (Disconforme sl)
- 2003 – New Conceptions (Blue Note Records)
- 2005 – Cancione inéditas (EGREM)
- 2005 – Cancionero Cubano (EGREM)
- 2005 – Live in Italy (Explore)
- 2005 – Chucho Valdés Featuring Cachaito (Yemayá)
- 2008 – Canto a Dios (Comanche)
- 2008 – Tumi Sessions (Tumi)
- 2008 – Juntos Para Siempre (with Bebo Valdes)
- 2008 – 1978 World Tour (Malanga Music)
- 2010 – Chucho's Steps (Four-Quarters)
- 2013 – Border-Free (Comanche)
- 2016 – Tribute to Irakere: Live in Marciac (con Irakere)